# Sorrow (píseň, The McCoys)
„Sorrow“ je píseň amerického autorského tria Bob Feldman, Jerry Goldstein a Richard Gottehrer. Její první verzi nahrála v roce 1965 skupina The McCoys. V roce 1966 jí nahrála skupina The Merseys a píseň se stala velkým hitem ve Spojeném království (čtvrté místo v hitparádě). Hitem se rovněž stala verze od zpěváka Davida Bowieho, která vyšla na jeho albu Pin Ups z roku 1973 (třetí místo v hitparádě). Velšský hudebník a skladatel John Cale představil píseň ve vlastním aranžmá při poctě Bowiemu na BBC Proms dne 29. července 2016.